# Jakob Hoffmann
Jakob Hoffmann født 1986 er en dansk atlet medlem i Aarhus 1900 frem till og med 2010 i Vejle IF.
Hoffmann studerer på Institut for Idræt, Aarhus Universitet og er foruden en karriere som aktiv også aktiv på trænersiden i Aarhus 1900.

## Danske mesterskaber
- Guld 2012 1500 meter-inde 3,57,36
- Sølv 2011 1500 meter 3,53,17
- Guld 2011 3000 meter forhindring 1 9,59,00
- Guld 2011 1500 meter-inde 3,57,06
- Bronze 2010 1500 meter 3,55,43

## Personlige rekorder
- 800 meter: 1,53,08 NRGi Arena, Aarhus 23. juli 2011
- 1500 meter: 3,48,33 Birmingham, England 20. august 2011
- 3000 meter: 8,30,87 NRGi Arena, Aarhus 26. maj 2010
- 3000 meter forhindring: 9,51,8h Vejle Atletikstadion 29. september 2009
- 5000 meter: 15,42,97 Randers Stadion 16. maj 2010
- 5km landevej: 15,28 Horsens 5. juni 2009
- 1500 meter-inde: 3,54,58 Sparbank Arena i Skive 5. februar 2011
- 3000 meter-inde: 8,43,61 Sparbank Arena i Skive 30. januar 2010